# Lista do Patrimônio Mundial na Finlândia
A Organização das Nações Unidas para a Educação, a Ciência e a Cultura (UNESCO) propôs um plano de proteção aos bens culturais do mundo, através do Comité sobre a Proteção do Património Mundial Cultural e Natural, aprovado em 1972. Esta é uma lista do Patrimônio Mundial existente na Finlândia, especificamente classificada pela UNESCO e elaborada de acordo com dez principais critérios cujos pontos são julgados por especialistas na área. A Finlândia, que abriga milênios ininterruptos de florescer cultural, ratificou a convenção em 4 de março de 1987, tornando seus locais históricos elegíveis para inclusão na lista.
Os sítios Rauma Antiga e Fortaleza de Suomenlinna foram os primeiros locais da Finlândia incluídos na lista do Patrimônio Mundial da UNESCO por ocasião da 15ª Sessão do Comitê do Património Mundial, realizada em Cartago (Tunísia) em 1991. Desde então, a Finlândia conta com 7 sítios classificados como Patrimônio da Humanidade, sendo 6 deles de classificação Cultural e 1 de classificação Natural. 

## Bens culturais e naturais
A Finlândia conta atualmente com os seguintes lugares declarados como Patrimônio da Humanidade pela UNESCO:
| | Rauma Antiga |
| Bem cultural inscrito em 1991. |              |
| Localização: Satakunta |              |
| Situada no golfo de Bótnia, a cidade de Rauma é um dos portos mais antigos da Finlândia. Foi construída em torno de um mosteiro franciscano do qual ainda se mantém a Igreja da Santa Cruz, construída em meados do século XV. É um exemplo excepcional de uma cidade nórdica construída em madeira. Embora tenha caído em chamas no final do século XVII, Rauma conseguiu preservar seu antigo patrimônio arquitetônico em estilo nativo. (UNESCO/BPI) |              |

| | Fortaleza de Suomenlinna |
| Bem cultural inscrito em 1991. |                          |
| Localização: Uusimaa |                          |
| Construída pelos suecos na segunda metade do século XVIII, esta fortaleza ocupa um conjunto de ilhas localizadas na entrada do porto de Helsínque. É um exemplo particularmente interessante da arquitetura militar europeia do período. (UNESCO/BPI) |                          |

| | Igreja Antiga de Petäjävesi |
| Bem cultural inscrito em 1994. |                             |
| Localização: Finlândia Central |                             |
| Localizada no centro da Finlândia, a Igreja Antiga de Petäjävesi foi construída a partir de troncos de coníferas entre 1763 e 1765. É uma igreja luterana rural representativa da tradição arquitetônica típica da Escandinávia Oriental. Sua arquitetura combina o plano centrado da concepção renascentista com formas mais antigas, derivadas dos tetos abobadados do período gótico. (UNESCO/BPI) |                             |

| | Fábrica de Madeira e Cartão de Verla |
| Bem cultural inscrito em 1996. |                                      |
| Localização: Kymenlaakso |                                      |
| Notavelmente bem conservada, a fábrica de Verla e a área de habitação associada são um exemplo excepcional de uma pequena instalação industrial rural dedicada à produção de pasta, papel e cartão. Manufaturas desse tipo proliferaram no norte da Europa e na América do Norte durante o século XIX e início do século XX, mas hoje desapareceram quase completamente. (UNESCO/BPI) |                                      |

| | Sitío Funerário da Idade do Bronze de Sammallahdenmäki |
| Bem cultural inscrito em 1999. |                                                        |
| Localização: Satakunta |                                                        |
| Este cemitério da Idade do Bronze, com cerca de trinta túmulos de granito, é um testemunho incomparável das práticas funerárias e das estruturas sociais e religiosas que prevaleceram no Norte da Europa há mais de três milénios. (UNESCO/BPI) |                                                        |

| | Arco Geodésico de Struve |
| Bem cultural inscrito em 2005. |                          |
| Localização: Lapónia |                          |
| Este bem é compartilhado com: Bielorrússia, Estónia, Letônia, Lituânia, Moldávia, Noruega, Rússia, Ucrânia e Suécia. |                          |
| O arco geodésico de Struve é um conjunto de triangulações que abrange dez países, ao longo de 2.820 km, da Hammerfest (Noruega) ao Mar Negro. Composto pelos pontos de triangulação feitos entre 1816 e 1855 pelo astrônomo Friedrich Georg Wilhelm Struve, este arco permitiu a primeira medição precisa de um longo segmento do meridiano da Terra. Essa triangulação ajudou a definir e medir a forma exata da Terra e desempenhou um papel importante no avanço das ciências geológicas e na fabricação de mapas topográficos precisos. É um exemplo extraordinário de colaboração científica entre sábios de diferentes países, bem como um exemplo de cooperação entre vários monarcas europeus para o progresso científico. O arco primitivo consistiu em 258 triângulos e 265 pontos fixos principais. O local inscrito na Lista do Patrimônio Mundial compreende 34 dos pontos fixos originais indicados por diferentes meios: perfuração de rochas, cruzes de ferro, montes e obeliscos. (UNESCO/BPI) |                          |

| | Costa Alta e Arquipélago de Kvarken |
| Bem natural inscrito em 2000. |                                     |
| Localização: Ostrobótnia |                                     |
| Este bem é compartilhado com: Suécia. |                                     |
| A Costa Alta e o Arquipélago de Kvarken estão localizados no Golfo de Bothnia, a extensão norte do Mar Báltico. Suas 5.600 ilhas e ilhotas são caracterizadas principalmente pela presença de moraine com uma crista ondulada, ou Geer moraine, formada pelo derretimento da calota de gelo continental que se tornou cerca de 10.000 a 24.000 anos atrás. No arquipélago, novas ilhas do mar emergem continuamente devido a uma rápida elevação glacio-isostática, um fenômeno que ocorre quando a terra comprimida pelo peso de uma geleira sobe quando derrete. A taxa de elevação do arquipélago é uma das mais altas do mundo. Como resultado do avanço das terras costeiras, as ilhas surgem das águas e se unem, a superfície das penínsulas se amplia e as baías acabam formando lagos, que então se tornam pântanos e turfeiras pantanosas. A Costa Alta também foi em grande parte configurada pela combinação de glaciação, o recuo das geleiras e o surgimento de novas terras. Desde que os gelos foram permanentemente removidos da Costa Alta – cerca de 9.600 anos atrás –, a elevação atingiu cerca de 285 metros, representando o maior "aumento" de terra observado até agora. A Costa Alta é um lugar excepcional para entender os processos geológicos que levaram à formação de geleiras e áreas de elevação da superfície da Terra. (UNESCO/BPI) |                                     |

## Lista Indicativa
Em adição aos sítios inscritos na Lista do Patrimônio Mundial, os Estados-membros podem manter uma lista de sítios que pretendam nomear para a Lista de Patrimônio Mundial, sendo somente aceitas as candidaturas de locais que já constarem desta lista. Desde 2021, a Finlândia apresenta 2 locais em sua Lista Indicativa.
| Sítio                                                                             | Imagem | Localização                     | Ano  | Dados UNESCO     | Descrição |
| --------------------------------------------------------------------------------- | ------ | ------------------------------- | ---- | ---------------- | --- |
| As Obras Arquitetônicas de Alvar Aalto - Uma dimensão humana ao Movimento Moderno |        | Finlândia Central / Kymenlaakso | 2021 | Cultural: (ii)   | A indicação serial é composta por um conjunto de 13 edifícios projetados pelo arquiteto Alvar Aalto (1898-1976) e que representam a sociedade industrializada e mecanizada da era moderna e as ideias do movimento modernista global. São consideradas obras-primas do patrimônio arquitetônico desse movimento e seu impacto permanece na arquitetura moderna contemporânea.       |
| Os arquipélagos das focas aneladas do Saimaa                                      |        | Carélia do Sul                  | 2021 | Natural: (ix)(x) | A propriedade indicada inclui partes do Lago Saimaa, o maior lago da Finlândia (4.400 km²) e um dos quatro maiores lagos da Europa. Esta indicação serial inclui áreas da Rede Natura 2000 que abrigam o cenário de reprodução mais importante para a foca-anelada endêmica de Saimaa (Phoca hispida saimensis), cuja população ameaçada não existe em nenhum outro lugar do mundo. |